# Jessica St. George
Jessica St. George (Los Ángeles, California, 13 de octubre de 1946) es una modelo estadounidense. Fue Playmate del Mes para la revista Playboy en su número de febrero de 1965. Fue fotografiada por Mario Casilli. St. George fue la primera greco-estadounidense en convertirse en Playmate.